# Zalava
Zalava (títol original: زالاوا) és una pel·lícula dramàtica de terror iraniana del 2021 dirigida per Arsalan Amiri i escrita pel mateix Amiri, Ida Panahandeh i Tahmineh Bahramalian. La pel·lícula es va projectar per primera vegada al 39è Festival Internacional de Cinema de Fajr, on va obtenir sis nominacions i va rebre quatre premis. S'ha subtitulat al català.

## Sinopsi
L'any 1978, els habitants d’un poblet anomenat Zalava afirmen que hi ha un dimoni entre ells. Massoud, un jove sergent de gendarmeria, arresta un exorcista que està intentant alliberar el poble del dimoni.

## Repartiment
- Navid Pourfaraj com el sergent Masoud Ahmadi
- Pouria Rahimi Sam com a Amardan
- Hoda Zeinolabedin com a Malihe
- Baset Rezaei com a Younes
- Fereydoun Hamedi com a Amous
- Shahou Rostami com a Khalaj
- Mahsa Hejazi com la filla d'en Khalaj
- Leila Beigi com a Leila
- Zahed Zandi com el sergent Amini
- Saleh Rahimi com a Arhim
- Hadi Ahmadi com a soldat
- Darioush Karim Raouf com a poble de Zalava
- Salar Zarei com a poble de Zalava
- Masoud Beigi com a poble de Zalava
- Kordowan Boustan com a músic
- Varya Amini com a poble de Zalava
- Asad Houshman com a poble de Zalava
- Azin Kananian com a poble de Zalava
- Romina Haji Hosseini com a poble de Zalava
- Narin Malek com a poble de Zalava
- Keyvan Sheikh Ahmadi com a poble de Zalava